# Grande, grande, grande
Grande, grande, grande је песма италијанске певачице Мине са њеног двадесетог студијског албума Mina 1971. године. Песма је објављена као сингл и постигла је огроман успех у Италији, поставши други најпродаванији сингл 1972. године.

## Позиције на листама

### Недељне листе
| Листа (1972)              | Највиша позиција |
| ------------------------- | ---------------- |
| Италија (Musica e dischi) | 1                |

### Годишње листе
| Листа (1972)              | Позиција |
| ------------------------- | -------- |
| Италија (Musica e dischi) | 2        |